# Тибетська мова
Тибе́тська мо́ва (тиб. བོད་སྐད་) — сино-тибетська мова, якою розмовляють тибетці, поширена у Тибетському автономному районі, деяких інших районах КНР, в Індії, Непалі, Бутані та Пакистані. Число носіїв тибетської мови становить близько 6 млн людей. Мова належить до тибето-бірманської підсім'ї сино-тибетської мовної сім'ї.